# Катодна заштита
Катодна заштита је метод којим се контролише корозија или рђа површине метала тако што се метал ставља у функцију катоде једне електрохемијске ћелије. То се постиже спајањем тј додиром између метала који се жели заштитити и једног другог метала осетљивијег на рђу који је стављен у функцијији аноде електрохемијске ћелије. Катодна заштита највише се користи за заштиту челика, водоводних и нафтних цевовода, резервоара, бродова, приобалних нафтних платформи, итд.